# Felix von Luschan

Escala cromática.

Felix Ritter von Luschan (Hollabrunn, Monarquia de Habsburgo, 11 de agosto de 1854 - Millstatt, Áustria Alemã, 7 de Fevereiro de 1924) foi um médico austríaco, antropólogo, explorador, arqueólogo e etnógrafo.
Criou a chamada escala cromática de von Luschan que é um método utilizado na classificação de cores de pele.